# Michael Young (cestista)
Michael Wayne Young (Houston, 2 gennaio 1961) è un ex cestista e allenatore di pallacanestro statunitense, professionista nella NBA, in Spagna, Italia e Francia.
È il padre di Joe Young, anch'egli cestista.

## Carriera universitaria
Guardia Titolare degli Houston Cougars in ognuno dei suoi quattro anni universitari, concluse la sua carriera da dilettante come miglior marcatore della squadra (19,8 punti a partita) che perse la finale NCAA del 1984 contro gli Hoyas di Georgetown capeggiati da Patrick Ewing.
Le sue prestazioni gli valsero la nomina nel terzo quintetto All America NCAA del 1984, una delle annate più ricche di sempre quanto a talento: nel primo e secondo quintetto furono nominati ben quattro dei dodici futuri membri del Dream Team originale (Hakeem Olajuwon, Michael Jordan,  Patrick Ewing e Chris Mullin).

## Carriera professionistica
Scelto dai Boston Celtics al primo giro, n.24, dei draft NBA 1984, disputò solo 4 partite complessive nelle stagioni 1984/85 (coi Phoenix Suns) e 1985-86 (coi Philadelphia 76ers), prima di giocare nel campionato filippino (1986-87), in quello spagnolo (A Valladolid, 1987-88 e 1988-89), e in quello italiano (a Udine, nell'ultima parte della stagione 1988-89).
Nel 1989-90 tornò nella NBA, ai Los Angeles Clippers, dove, in 45 gare, riuscì a ritagliarsi un impiego medio di 10 minuti a partita, nei quali mise a referto una media di 4,9 punti.
Nel biennio successivo trovò un ingaggio con la Viola Reggio Calabria, di cui fu il leader indiscusso, aggiudicandosi nel 1990-91 il trofeo di miglior marcatore del campionato per media punti.

## Statistiche

### College
| Anno      | Squadra         | PG  | PT | MP   | TC%  | 3P% | TL%  | RP  | AP  | PRP | SP  | PP   |
| --------- | --------------- | --- | -- | ---- | ---- | --- | ---- | --- | --- | --- | --- | ---- |
| 1980-1981 | Houston Cougars | 30  | 25 | 35,0 | 49,2 | -   | 56,0 | 6,3 | 1,9 | 1,5 | 0,7 | 12,0 |
| 1981-1982 | Houston Cougars | 33  | 32 | 29,7 | 44,1 | -   | 68,8 | 5,4 | 2,2 | 1,5 | 0,5 | 10,9 |
| 1982-1983 | Houston Cougars | 34  | -  | 32,8 | 51,3 | -   | 63,6 | 5,7 | 2,4 | 1,6 | 0,3 | 17,3 |
| 1983-1984 | Houston Cougars | 37  | -  | 36,6 | 50,1 | -   | 64,4 | 6,2 | 1,9 | 1,8 | 0,2 | 19,8 |
| Carriera  | Carriera        | 134 | 57 | 33,6 | 49,1 | -   | 63,1 | 5,9 | 2,1 | 1,6 | 0,4 | 15,2 |

## Palmarès

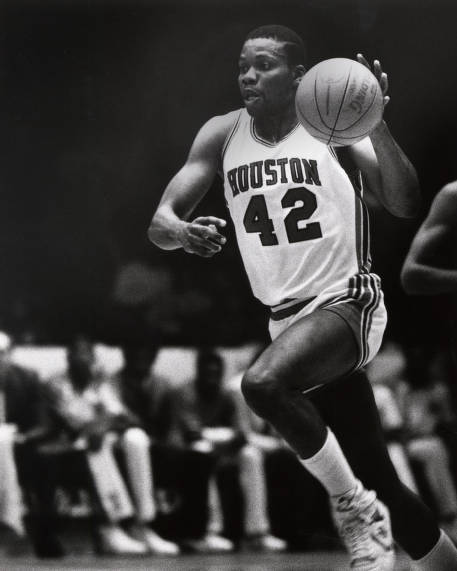
Young in azione con la maglia degli Houston Cougars

### Giocatore

#### Squadra
- Campionato francese: 2

CSP Limoges: 1992-93, 1993-94
- Coppa di Francia: 2

CSP Limoges: 1994, 1995
- Coppa dei Campioni: 1

CSP Limoges: 1992-93

#### Individuali
- NCAA AP All-America Third Team (1984)
- CBA Most Valuable Player (1986)
- All-CBA First Team (1986)
- LNB Pro A MVP straniero: 2

CSP Limoges: 1992-93, 1993-94